# Videoverhandlung
Eine Videoverhandlung ist im deutschen Zivilprozessrecht eine mündliche Verhandlung, an der mindestens ein Verfahrensbeteiligter oder mindestens ein Mitglied des Gerichts per Bild- und Tonübertragung teilnimmt (§ 128a ZPO).  
Damit eine Videoverhandlung stattfinden kann, muss ein geeigneter Fall vorliegen. Nach Ansicht des Schrifttums ist für die Beurteilung der Geeignetheit darauf abzustellen, ob die besondere Bedeutung des Rechtsstreits oder die persönlichen Umstände der Beteiligten, bspw. die Unfähigkeit mit einem für die Videoverhandlung notwendigen Medium umzugehen oder Einschränkungen durch Krankheit oder Behinderung, eine Durchführung der Verhandlung im Wege der Bild- und Tonübertragung unangemessen erscheinen lassen. Darüber hinaus müssen auch ausreichende Kapazitäten (d. h. geschultes Personal, Hardware, Software) zur Durchführung der Videoverhandlung zur Verfügung stehen.

## Entstehungsgeschichte
Eingeführt wurde die Vorschrift 2001 auf Empfehlung des Rechtsausschusses des Bundestages, um im Interesse der Prozessökonomie die Voraussetzungen der körperlichen Anwesenheit der Parteien während der mündlichen Verhandlung zu lockern. Bis zur Corona-Pandemie und den damit einhergehenden Einschränkungen im Jahre 2020 wurde von dieser Möglichkeit jedoch nur selten Gebrauch gemacht. Insbesondere durch die Folgen der Pandemie entstand Interesse daran, von den neu geschafften technischen Möglichkeiten öfter Gebrauch zu machen, sodass 2024 eine Änderung der ZPO beschlossen wurde, mit welcher u. a. die in § 128a Abs. 2 ZPO a. F. geregelte Beweisaufnahme im Rahmen der Videoverhandlung in § 284 Abs. 2, 3 ZPO verlegt und mit § 310 Abs. 1 S. 3 ZPO die Teilnahme an der Urteilsverkündung im Rahmen einer Bild- und Tonübertragung gestattet wurde.

## Verfahren
Der Vorsitzende entscheidet nach pflichtgemäßem Ermessen, ob Prozessbeteiligten gestattet werden kann, per Bild- und Tonübertragung an der mündlichen Verhandlung teilzunehmen. Insbesondere sofern einzelne Beteiligte zum Gericht einen weiten Anreiseweg hätten und beim frühen ersten Termin (§ 275 ZPO) ist die Gestattung der Videoverhandlung geboten, bei den Parteien auch, sofern diese durch einen Prozessbevollmächtigten vertreten sind und sich die Verhandlung auf den Austausch rechtlicher Argumente beschränkt. Stellt ein Verfahrensbeteiligter den Antrag, ihm die Teilnahme im Wege der Bild- und Tonübertragung zu gestatten, so ist diesem Antrag zu entsprechen, wenn die allgemeinen Voraussetzungen für ihre Zulässigkeit gegeben sind. Die Ablehnung eines Antrags erfolgt durch unanfechtbare Verfügung, die entsprechend zu begründen ist (§ 128a Abs. 3, Abs. 7 S. 1 ZPO).
Neben der Gestattung der Teilnahme kann diese gegenüber einem Verfahrensbeteiligten auch angeordnet werden; in diesem Fall ist er von der persönlichen Teilnahme an der Verhandlung ausgeschlossen. Gegen die Anordnung kann der Betroffene binnen zwei Wochen Einspruch einlegen (§ 128a Abs. 2 S. 2 ZPO). Nach erfolgtem Einspruch ist die Anordnung gegenüber allen Beteiligten, bei denen entsprechende Anordnung getroffen wurde, aufzuheben. Denjenigen Beteiligten, die keinen Einspruch eingelegt haben, ist die Teilnahme per Bild- und Tonübertragung zu gestatten (§ 128a Abs. 4 ZPO). Sowohl Gestattung als auch Anordnung sind stets personengebunden und erstreckt sich insbesondere bei Gestattung für eine Partei nicht automatisch auch auf deren Prozessbevollmächtigte.
Die Ladung des Verfahrensbeteiligten hat zur Gerichtsstelle zu erfolgen, wenn die Teilnahme im Wege der Videoverhandlung gestattet wurde. Ist diese indes angeordnet worden, wird auf die Nennung der Gerichtsstelle verzichtet. Der Betroffene ist in letzterem Fall darüber zu informieren, dass ihm das Recht zusteht, gegen die Anordnung Einspruch zu erheben (§ 128a Abs. 2 S. 3 ZPO). In jedem Fall ist der Betroffene darüber zu belehren, dass er als säumig gilt, wenn er sich nicht rechtzeitig zu der Verhandlung zuschaltet. Damit eine Teilnahme technisch möglich ist, müssen dem Beteiligten auch die hierfür notwendigen Einwahldaten rechtzeitig mitgeteilt werden.
Der Grundsatz der Öffentlichkeit ist auch bei Durchführung einer Videoverhandlung zu wahren. Die Leitung des Verfahrens erfolgt durch den Vorsitzenden von der Gerichtsstelle (i. d. R. einem Sitzungssaal) aus; anderen Mitgliedern des Gerichts kann die Teilnahme per Bild- und Tonübertragung nur bei Vorliegen erheblicher Gründe gestattet werden (§ 128a Abs. 5 ZPO). Für Zuhörer muss es möglich sein, der Verhandlung im Gerichtsgebäude beizuwohnen und insbesondere auch die Bild- und Tonübertragung mitzubekommen. Die alleinige Möglichkeit, die Tonübertragung wahrzunehmen, ist zur Wahrung des Öffentlichkeitsgrundsatzes nicht ausreichend.
Während der Verhandlung erstreckt sich die Sitzungspolizei auch auf jeden Ort, von dem eine Übertragung stattfindet.
Für Rechtsanwälte sowie nach Landesrecht zum Tragen einer Robe verpflichtete Personen gilt die Robenpflicht auch bei einer Teilnahme aus eigenen Räumlichkeiten im Rahmen der Videoverhandlung.

## Technische Voraussetzungen
Das genutzte Konferenzsystem muss dazu geeignet sein, jeden Verfahrensbeteiligten für jeden anderen visuell und akustisch wahrnehmbar zu machen. Kommt nur eine einzige Kamera im Sitzungssaal zum Einsatz ist dies grundsätzlich problematisch, sofern eine Partei persönlich anwesend ist; es müssen in jedem Fall ausreichende Kameras vorhanden sein, um alle Parteien sowie die Richterbank darzustellen und auch die Körpersprache jeder beteiligten Person abzubilden.
Eine störungsfreie Übertragung muss gewährleistet sein. Sollte keine Übertragung zustande kommen, muss ein neuer Termin zur Verhandlung anberaumt werden. Fällt ausschließlich die Bildübertragung aus, kann dieser Verfahrensmangel jedoch geheilt werden. Ist die Qualität der Übertragung mangelhaft oder sind nicht alle Parteien für eine andere Partei hinreichend wahrnehmbar und ist hierdurch das Recht auf rechtliches Gehör beeinträchtigt, muss dies gerügt werden. Bricht eine Partei die Verbindung selbst ab, begründet dies ein Säumnis.
Hinsichtlich der Software kommen je nach Bundesland und Gericht unterschiedliche Software-Lösungen zum Einsatz. Verwendet werden etwa Webex oder Skype for Business.

## Erstreckung auf die Beweisaufnahme
Auch während der Beweisaufnahme kann, unabhängig des Freibeweisverfahrens, bei der Parteivernehmung, dem Zeugenbeweis oder der Aussage eines Sachverständigen eine Videoverhandlung stattfinden (§ 284 Abs. 2 ZPO). Die Durchführung der Videoaufnahme kann gestattet oder angeordnet werden; entscheiden tut in diesem Fall das Gericht nach freiem Ermessen durch Beschluss. Gegen die Anordnung steht auch hier den Betroffenen das Recht auf Einspruch zu. Rechtsmittel gegen die Ablehnung eines Antrags auf Gestattung der Teilnahme im Wege der Videoverhandlung gibt es nicht; sie erfolgt durch unanfechtbaren Beschluss und bedarf keiner Begründung.

## Videoverhandlung in anderen Verfahrensordnungen
Von der Möglichkeit der Durchführung einer Videoverhandlung kann gem. § 102a VwGO, § 50a ArbGG, § 110a SGG, § 155 FGO i. V. m. § 128a ZPO auch in der Verwaltungs-, Arbeits-, Sozial- und Finanzgerichtsbarkeit Gebrauch gemacht werden. Im Strafprozess ist die Durchführung einer Videoverhandlung nicht möglich.